# جیم استورم (ورزشکار)
جیم استورم (انگلیسی: Jim Storm؛ زادهٔ february ۲, ۱۹۴۱ (۸۴ سال)) ورزشکار روئینگ اهل ایالات متحده آمریکا است.
وی در مسابقات کشوری و بین‌المللی در مجموع برندهٔ ۲ مدال نقره شده‌است.